# جنیفر دارلینگ
جنیفر دارلینگ (انگلیسی: Jennifer Darling؛ زادهٔ ۱۹ ژوئن ۱۹۴۶) یک هنرپیشه، و صدا پیشه اهل ایالات متحده آمریکا است. وی از سال ۱۹۵۳ میلادی تاکنون مشغول فعالیت بوده‌است.
او در فیلم بالا سندباکس بازی کرده‌است.